# Guglielmo Gonzaga
Guglielmo Gonzaga, född 1538, död 1587, var en monark (hertig) av Mantua från 1550 till 1587. 